# Biofizyka
Biofizyka – dziedzina nauki z pogranicza fizyki i biologii, zajmująca się badaniem procesów fizycznych związanych z funkcjonowaniem określonych obiektów żywych: organizmów, organów, tkanek, komórek, oraz takich procesów i przemian jak: energetyczne, zjawiska elektryczne, mechanika ruchów. Bada struktury cząsteczkowe i procesy fizyczne w komórce. Biofizyka podejmuje również próby ustalenia uniwersalnych praw biologicznych niezależnych od konkretnej formy życia. Dziedzina ta w zakresie badania organicznych struktur cząsteczkowych nierozerwalnie wiąże się z biochemią - dlatego też wyznaczenie ścisłej granicy pomiędzy tymi dwoma działami naukowymi jest często niemożliwe.